# JF Villarreal
JF Villarreal – jednostka osadnicza w Stanach Zjednoczonych, w stanie Teksas, w hrabstwie Starr.